# الشرق الأوسط
الشرق الأوسط هو مصطلح جيوسياسي يشير عمومًا إلى منطقة بلاد الشام وشبه الجزيرة العربية والأناضول (بما في ذلك تركيا الحديثة وقبرص) ومصر وإيران والعراق. اُستخدم المصطلح على نطاق واسع كبديل عن مصطلح الشرق الأدنى (المعاكس للشرق الأقصى) في أوائل القرن العشرين. يُعتبر مصطلح "الشرق الأوسط" مثارًا للجدل نظرًا لتغير تعريفاته، حيث اعتبره البعض تعبيرًا يحمل طابعًا عنصريًا أو يتسم بمركزية أوروبية. تشمل مناطقه الأغلبية العظمى من المناطق التي يشملها تعريف غرب آسيا، لكن بدون القوقاز ومتضمنًا مصر بأكملها وليس فقط شبه جزيرة سيناء.
معظم دول الشرق الأوسط (13 من 18) هي جزء من العالم العربي. الدول الأكثر اكتظاظًا في المنطقة هي مصر وإيران وتركيا، في حين تعد المملكة العربية السعودية هي الأكبر من حيث المساحة. يعود تاريخ الشرق الأوسط إلى العصور القديمة، مع الإشارة إلى أهمية المنطقة الجيوسياسية لآلاف السنين. تعود أصول العديد من الديانات الرئيسية إلى الشرق الأوسط، بما في ذلك اليهودية والمسيحية والإسلام. يشكل العرب المجموعة الاجتماعية العرقية الرئيسية في المنطقة، ويتبعهم الأتراك، والفرس، والأكراد، والأذريون، والأقباط، واليهود، والآشوريون، والتركمان العراقيون والقبارصة اليونانيون.
يتمتع الشرق الأوسط عادة بمناخ حار وجاف، خاصة في شبه الجزيرة العربية والمناطق المصرية. تؤمن العديد من الأنهار الرئيسية مياه الري من أجل دعم الزراعة في المناطق المحدودة هناك مثل دلتا النيل في مصر، ومستجمعات مياه نهر دجلة ونهر الفرات في بلاد ما بين النهرين (العراق والكويت وشرق سوريا)، ومعظم ما يعرف اليوم باسم الهلال الخصيب. وعلى نحو معاكس، يتمتع الساحل الشرقي ومعظم تركيا بمناخ محيطي أكثر اعتدالًا ورطوبة. تمتلك معظم الدول المجاورة للخليج العربي احتياطات هائلة من النفط، حيث يستفيد ملوك شبه الجزيرة العربية اقتصاديًا خصوصًا من صادرات النفط. يعد الشرق الأوسط بسبب مناخه الجاف واعتماده الكبير على صناعة الوقود الأحفوري مساهمًا كبيرًا في التغير المناخي، ويعد من المناطق المتوقع أن تتأثر بتلك التغيرات كثيرًا وعلى نحو سلبي.
يوجد مفاهيم أخرى في المنطقة من ضمنها الشرق الأوسط الكبير وشمال أفريقيا (مينا) الأوسع نطاقًا، والذي يتضمن دول مثل المغرب والسودان أو «الشرق الأوسط الكبير» الذي يتضمن أيضًا بشكل إضافي أجزاء من شرق أفريقيا وأفغانستان وباكستان وأحيانًا آسيا الوسطى ومنطقة ما وراء القوقاز (جنوب جبال القوقاز).

## الانتقاد والاستخدام
أدى وصف أوسط إلى بعض الالتباس حول تغيير التعريفات. كان مصطلح «الشرق الأدنى» يستخدم في اللغة الإنجليزية قبل الحرب العالمية الأولى للإشارة إلى البلقان والإمبراطورية العثمانية، في حين يشير مصطلح «الشرق الأوسط» إلى القوقاز وبلاد فارس والأراضي العربية، وفي بعض الأحيان يشمل أفغانستان والهند وغيرها. في المقابل، كان مصطلح «الشرق الأقصى» يشير إلى دول شرق آسيا (كالصين واليابان وكوريا.. إلخ).
توقف استخدام مصطلح «Near East-الشرق الأدنى» في الإنجليزية كثيرًا مع زوال الإمبراطورية العثمانية، في حين أصبح مصطلح «الشرق الأوسط» ينطبق على الدول الناشئة في العالم الإسلامي. من ناحية ثانية، استخدم مصطلح «الشرق الأدنى» في مجالات أكاديمية متنوعة، بما فيها علوم الآثار والعصور القديمة، حيث يصف المنطقة ذاتها التي يعبر عنها مصطلح «الشرق الأوسط» الذي لا تستخدمه هذه المجالات.
استخدمت حكومة الولايات المتحدة مصطلح «الشرق الأوسط» بشكل رسمي لأول مرة في عام 1957 في مبدأ آيزنهاور المتعلق بأزمة السويس. عرف وزير الخارجية جون فوستر دالاس الشرق الأوسط بأنه «المنطقة الممتدة بين وضمن ليبيا في الغرب وباكستان في الشرق، وسوريا والعراق في الشمال، وشبه الجزيرة العربية في الجنوب، إضافة إلى السودان وإثيوبيا. أوضحت وزارة الخارجية في عام 1958 أن مصطلحات مثل «الشرق الأدنى» و«الشرق الأوسط» كانت قابلة للتبادل، وعرفت المنطقة على أنها تشمل فقط مصر، وسوريا، وإسرائيل، ولبنان، والأردن، والعراق، والسعودية، والكويت، والبحرين وقطر.
تم أيضًا رفض مصطلح الشرق الأوسط بوصفه مصطلح استعماري وعنصري.

ورد في كتاب الإرشادات لوكالة أسوشيتد برس أن مصطلح الشرق الأدنى كان يشير سابقًا إلى دول الغرب البعيدة، بينما كان مصطلح الشرق الأوسط يشير إلى الدول الشرقية، لكنهما الآن مترادفان. تقول الإرشادات فيه:
استخدم مصطلح الشرق الأوسط (Middle East) ما لم يكن مصطلح الشرق الأدنى (Near East) مستخدمًا في مصدر القصة. يمكن أيضًا استخدام مصطلح Mideast، لكن يفضل استخدام مصطلح Middle East.
انتقد حنفي (1998) مصطلح Middle East أيضًا بصفته مصطلح ذا توجه أوروبي («بناء على تصور غربي بريطاني»).
يوجد مصطلحات مشابهة لمصطلح الشرق الأدنى والشرق الأوسط في اللغات الأوروبية الأخرى، ولكن بما أنه وصف نسبي، فإن المعاني تعتمد على البلد وهي مختلفة عن المصطلحات الإنجليزية. ما يزال مصطلح Naher Osten(الشرق الأدنى) شائع الاستخدام في الألمانية (مصطلح Mittlerer Osten أكثر شيوعًا حاليًا في النصوص الصحفية المترجمة من مصادر إنجليزية، حتى وإن كان له معنى مختلف)، ويبقى مصطلح Ближний Восток أو Blizhniy Vostok في الروسية، أو في البلغارية Близкия Изток، أو في البولندية Bliski Wschód أو في الكرواتية Bliski istok (يعني الشرق الأدنى في اللغات السلافية الأربعة) هو المصطلح الوحيد المناسب للمنطقة. مع ذلك، بعض اللغات لديها مرادفات لمصطلح «الشرق الأوسط»، مثل Moyen-Orient في الفرنسية، و Mellanöstern في السويدية، و Oriente Medio أو Medio Oriente في الإسبانية، وفي الإيطالية Medio Oriente.
ربما بسبب تأثير الصحافة الغربية، أصبح المقابل العربي للمصطلح (الشرق الأوسط) هو الاستخدام المعتاد في الصحافة العربية السائدة، ويشمل نفس المعنى المستخدم للمصطلح (Middle East) في أمريكا الشمالية وأوروبا الغربية.
تأتي تسمية «المشرق»، أيضًا من الجذر العربي لكلمة الشرق، وتشير إلى منطقة محددة بشكل متنوع حول بلاد الشام، وهي الجزء الشرقي من العالم الناطق باللغة العربية (مقابل المغرب العربي، الجزء الغربي). على الرغم من أن أصل هذا المصطلح يعود إلى الغرب، غير أنه وإلى جانب اللغة العربية فإن لغات البلدان الأخرى في الشرق الأوسط تستخدم أيضًا ترجمة له. المرادف الفارسي لمصطلح الشرق الأوسط هو خاورمیانه (Khāvar-e miyāneh)، والمرادف العبري هو המזרח התיכון (hamizrach hatikhon)، والمرادف التركي هو Orta Doğu والمرادف اليوناني هو Μέση Ανατολή (Mesi Anatoli).

## مصطلح الشرق الأوسط

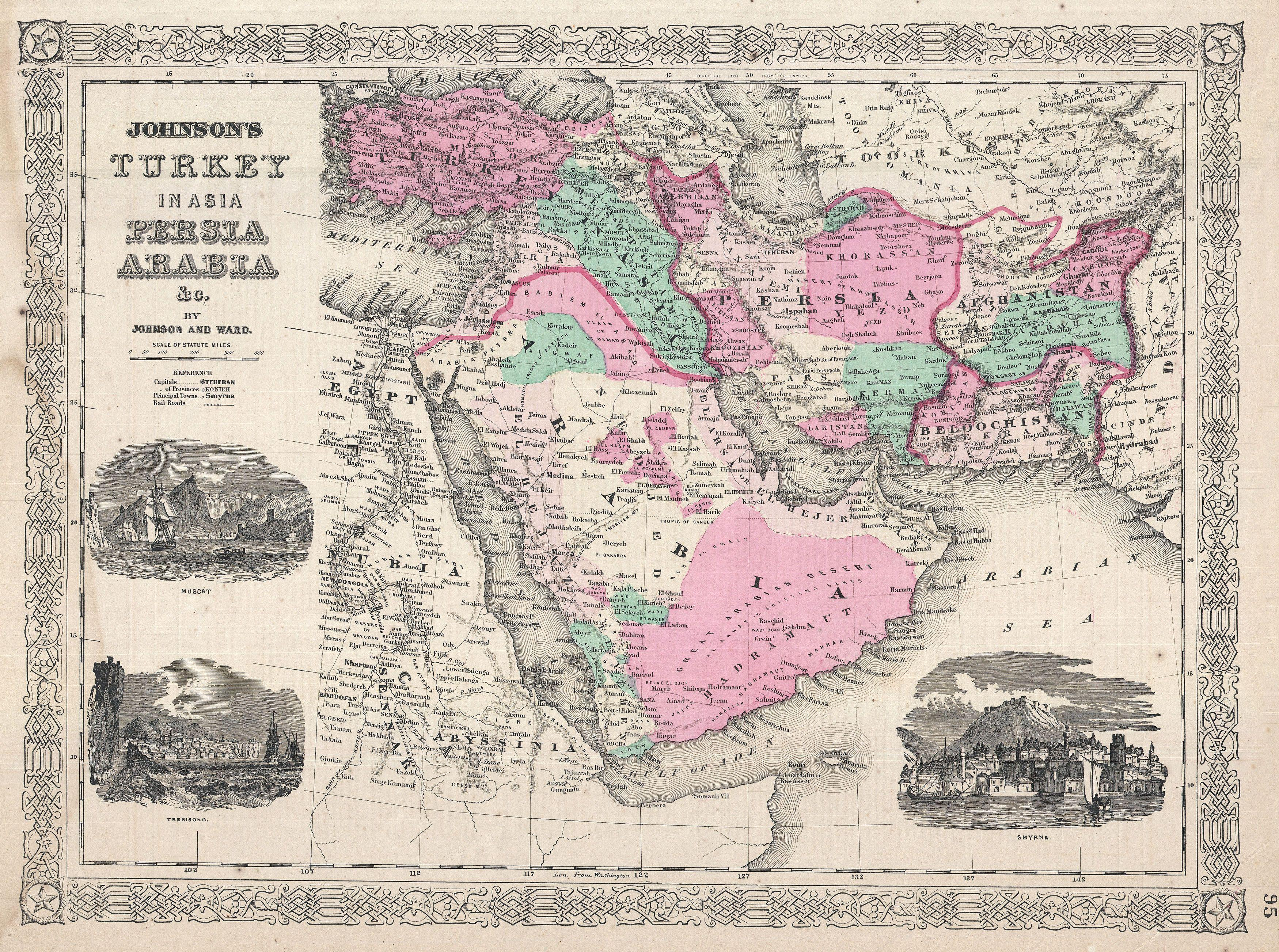
خريطة قديمة للبلاد (تركيا وشبه الجزيرة العربية وبلاد الشام والعراق وإيران وأفغانستان) التي أصبحت مشمولة ضمن الشرق الأوسط في القرن العشرين.

أول استخدام لمصطلح الشرق الأوسط كان في خمسينيات القرن التاسع عشر في مكتب الهند البريطانية. إلا أن المصطلح أصبح معروفاً على نطاق واسع عندما استخدمه الخبير الاستراتيجي في البحرية الأمريكية ألفريد ثاير ماهان في عام 1902 لتمييز المنطقة الواقعة بين شبه الجزيرة العربية والهند. يستعمل هذا المصطلح للإشارة للدول والحضارات الموجودة في هذه المنطقة الجغرافية. سميت هذه المنطقة في عهد الاكتشافات الجغرافية من قبل المكتشفين الجغرافيين بالعالم القديم وهي مهد الحضارات الإنسانية وكذلك مهد جميع الديانات الإبراهيمية.
يعدّ الشرق الأوسط من أكثر مناطق العالم توتراً أمنياً حيث شهد أكثر من 10 حروب منها الحروب العربية الإسرائيلية والحرب العراقية الإيرانية وغزو العراق للكويت وشهد غزو العراق 2003 الاحتلال الأمريكي البريطاني لدولة العراق والمشكلة النووية الإيرانية والاحتلال الإسرائيلي لفلسطين والحرب الإسرائيلية على لبنان ولا نستطيع التكهن بأن الحروب في هذه المنطقة ستنتهي لما لها من أهمية اقتصادية وإستراتيجية ومصالح دول كبرى.
شهد الشرق الأوسط عبر تاريخه الطويل العديد من الحروب العربية الإسرائيلية. يعاني سكانه من الفقر عمومًا. يعتمد غالبية سكان الشرق الأوسط على الزراعة كمصدر رزق عام وعدد ضئيل جداً منهم فقط يعتمد على الصناعة باستثناء دولة إسرائيل التي تعتمد على الصناعة والزراعة بنفس الوقت حيث تعد دولة غربية متطورة وحديثة. والدول العربية البترولية التي يعتمد اقتصادها على الصناعات البترولية مثل السعودية وقطر والإمارات وعمان والكويت فتتميز بتطور هياكلها الاقتصادية وارتفاع مستويات المعيشة.
ما زالت إسرائيل حتى اليوم تشهد خلافات مع باقي دول الشرق الأوسط بالرغم من اتفاقيات السلام بينها وبين الأردن ومصر.
معظم دول الشرق الأوسط نامية نسبيًا بسبب سكانها فالدول تهتم كثيراً بعدم الهجرة الداخلية من المناطق القليلة السكان إلى المناطق المكتظة وبالأخص إلى العاصمة. هذه الهجرة تؤدي إلى انهيار المدن تحت وطأة سكانها المهاجرين وبسبب التزايد الطبيعي العالي.
هناك دول في الشرق الأوسط تشتهر بموارد النفط الكثيرة كبعض دول الخليج. فقد تطورت دول الخليج تطورًا كبيرًا بعد اكتشاف النفط فيها بسبب التزايد المستمر في طلبه. فأصبحت دبي من أكبر مدن العالم الترفيهية والسياحية حيث تطور هناك كل شيء: البنى التحتية والمراكز الترفيهية والعلمية والهندسة البنائية والكثير من الأشياء الأخرى.
تعاني دول الشرق الأوسط من نقص كبير بالمياه فقد تخالفت دول كثيرة بسبب هذا الموضوع وربما تحدث حرب كبيرة مستقبلياً بسبب هذه المشكلة.
كل دول الشرق الأوسط تقع في قارة آسيا باستثناء مصر وهي:
دول الهلال الخصيب: سوريا، ولبنان، والعراق، والأردن، وفلسطين
دول شبه الجزيرة العربية: السعودية، والإمارات، وقطر، وعمان، واليمن، والبحرين، والكويت
دول الهضبة الإيرانية والأناضول: إيران، وتركيا.

## المناطق والدول
| الدولة مع العلم | المساحة (كم²) | تعداد السكان | الكثافة السكانية (في كم²) | العاصمة        | الناتج المحلي الإجمالي (المجموع) | نصيب الفرد     | العملة              | الحكومة                 | اللغة الرسمية      |
| --- | ------------- | ------------ | ------------------------- | -------------- | -------------------------------- | -------------- | ------------------- | ----------------------- | ------------------ |
| الأناضول: |               |              |                           |                |                                  |                |                     |                         |                    |
| تركيا | 783,562       | 73,914,000   | 91                        | أنقرة          | $1.028 تريليون (2008)            | $13,920 (2008) | الليرة              | برلماني ديموقراطي       | التركية            |
| شبه الجزيرة العربية: |               |              |                           |                |                                  |                |                     |                         |                    |
| الإمارات | 82,880        | 5,432,746    | 30                        | أبوظبي         | $184.984 مليار (2008)            | $38,830 (2008) | الدرهم              | إتحادية دستورية ملكية   | العربية            |
| البحرين | 665           | 656,397      | 987                       | المنامة        | $26.970 مليار (2008)             | $34,605 (2008) | الدينار             | ملكية دستورية           | العربية            |
| السعودية | 2,149,690 "/> | 27,136,977   | 14                        | الرياض         | $593.385 مليار (2008)            | $23,834 (2008) | الريال              | ملكية مطلقة             | العربية            |
| عمان | 212,460       | 3,200,000    | 13                        | مسقط           | $66.889 مليار (2008)             | $24,153 (2008) | الريال              | ملكية مطلقة             | العربية            |
| قطر | 11,437        | 793,341      | 69                        | الدوحة         | $94.249 مليار (2008)             | $85,867 (2008) | الريال              | ملكية                   | العربية            |
| الكويت | 17,820        | 3,100,000    | 119                       | الكويت         | $137.190 مليار (2008)            | $39,849 (2008) | الدينار             | دستوري وراثي            | العربية            |
| اليمن | 555,000       | 18,701,257   | 35                        | صنعاء          | $55.433 مليار (2008)             | $2,412 (2008)  | الريال              | جمهورية                 | العربية            |
| الهلال الخصيب: |               |              |                           |                |                                  |                |                     |                         |                    |
| الأردن | 89,300        | 6,507,470    | 58                        | عمان           | $32.112 مليار (2008)             | $5,314 (2008)  | الدينار             | ملكية دستورية           | العربية            |
| سوريا | 185,180       | 23,027,000   | 93                        | دمشق           | $110.320 مليار (2008)            | $4,748 (2009)  | الليرة              | جمهورية رئاسية          | العربية            |
| العراق | 437,072       | 32,001,816   | 73                        | بغداد          | $105 مليار (2019)                | $3,600 (2007)  | الدينار             | ديموقراطية برلمانية     | العربية، الكردية   |
| فلسطين التاريخية |               |              |                           |                |                                  |                |                     |                         |                    |
| الأرض الفلسطينية المحتلة(قطاع غزة) | 360           | 1,876,289    | 3,823                     | غزة            | $770 مليون (2008)                | $2,900 (2008)  | شيكل\جنيه مصري      | حماس                    | العربية            |
| الأرض الفلسطينية المحتلة (الضفة الغربية) | 5,8603        | 2,500,0005   | 4323,4                    | رام الله\القدس |                                  |                | شيكل\دينار أردني    | السلطة الفلسطينية - فتح | العربية، العبرية   |
| إسرائيل | 20,770        | 7,149,529    | 290                       | تل أبيب\القدس  | $200.630 مليار (2008)            | $28,206 (2008) | شيكل                | نيابي ديموقراطي         | العبرية            |
| لبنان | 10,452        | 3,677,780    | 354                       | بيروت          | $49.514 مليار (2008)             | $13,031 (2008) | الليرة\دولار أمريكي | جمهورية                 | العربية            |
| الهضبة الإيرانية: |               |              |                           |                |                                  |                |                     |                         |                    |
| إيران | 1,648,195     | 71,208,000   | 42                        | طهران          | $819.799 مليار (2008)            | $11,250 (2008) | الريال              | جمهورية إسلامية         | الفارسية           |
| البحر الأبيض المتوسط: |               |              |                           |                |                                  |                |                     |                         |                    |
| قبرص | 9,250         | 792,604      | 90                        | نيقوسيا        | $22.703 مليار (2008)             | $29,830 (2008) | يورو                | جمهورية                 | اليونانية، التركية |
| شمال أفريقيا: |               |              |                           |                |                                  |                |                     |                         |                    |
| مصر | 1,001,449     | 91,000,000   | 74                        | القاهرة        | $496.604 مليار (2010)            | $5,898 (2008)  | الجنيه              | جمهورية                 | العربية            |
| المصدر: - صندوق النقد الدولي، April 24, 2009, PPP GDP 2008 - البنك الدولي، July 1, 2009, PPP GDP 2008 ملاحظات: 2 المعلومات الخاصة بفلسطين تشمل الضفة الغربية قبل حدود 1967. 3 هنال حوالي 400,000 مستوطن إسرائيلي في القدس الشرقية والضفة الغربية. |               |              |                           |                |                                  |                |                     |                         |                    |

| مناطق متنازع عليها | |
| لواء الإسكندرون    | جزء من تركيا الآن. |
| الجولان            | أراضي سورية تحتلها إسرائيل. |
| القدس              | عليها نزاع بين الفلسطينيين والإسرائيليين 1 المعلومات الخاصة بالاناضول تحمل كذلك تراقية، والتي تبع أوروبا. 2 المعلومات الخاصة بفلسطين تشمل الضفة الغربية قبل حدود 1967. 3 هناك حوالي 400,000 مستوطن إسرائيلي في القدس الشرقية والضفة الغربية. |

### الشرق الأوسط الكبير
| الدولة، مع العلم                                                                                      | المساحة (كم²) | تعداد السكان | الكثافة السكانية (في كم²) | العاصمة    | الناتج المحلي الإجمالي (المجموع) | نصيب الفرد     | العملة           | الحكومة                      | اللغة الرسمية                  |
| --- | ------------- | ------------ | ------------------------- | ---------- | -------------------------------- | -------------- | ---------------- | ---------------------------- | ------------------------------ |
| القوقاز:                                                                                              |               |              |                           |            |                                  |                |                  |                              |                                |
| أذربيجان                                                                                              | 86,600        | 8,621,000    | 97                        | باكو       | $74.734 مليار (2008)             | $8,620 (2008)  | مانات أذربيجاني  | جمهورية                      | الأذرية                        |
| أرمينيا                                                                                               | 29,800        | 2,968,586    | 111.7                     | يريفان     | $18.715 مليار (2008)             | $5,272 (2008)  | درام             | جمهورية                      | الأرمينية                      |
| جورجيا                                                                                                | 20,460        | 4,630,841    | 99.3                      | تبيليسي    | $21.812 مليار (2008)             | $4,957 (2008)  | لاري جورجي       | جمهورية                      | الجورجية                       |
| الهضبة الإيرانية:                                                                                     |               |              |                           |            |                                  |                |                  |                              |                                |
| أفغانستان                                                                                             | 647,500       | 31,889,923   | 46                        | كابول      | $21.340 مليار (2008)             | $758 (2008)    | أفغاني           | جمهورية إسلامية              | البشتو، الدرية                 |
| باكستان                                                                                               | 880,940       | 169,300,000  | 206                       | إسلام أباد | $439.558 مليار (2008)            | $2,738 (2008)  | روبية باكستانية  | جمهورية إسلامية              | الأردو، الإنجليزية، البشتو     |
| آسيا الوسطى:                                                                                          |               |              |                           |            |                                  |                |                  |                              |                                |
| أوزبكستان                                                                                             | 447,400       | 27,372,000   | 59                        | طشقند      | $71.501 مليار (2008)             | $2,629 (2008)  | سوم أوزبكي       | جمهورية                      | الأوزبكية                      |
| تركمانستان                                                                                            | 488,100       | 5,110,023    | 9.9                       | عشق آباد   | $30.091 مليار (2008)             | $5,710 (2008)  | منات تركمانستاني | جمهورية                      | التركمانية                     |
| طاجيكستان                                                                                             | 143,100       | 7,215,700    | 45                        | دوشنبه     | $13.041 مليار (2008)             | $2,019 (2008)  | سموني طاجيكي     | جمهورية                      | الطاجيكية                      |
| قرغيزستان                                                                                             | 199,900       | 5,356,869    | 26                        | بشكيك      | $11.580 مليار (2008)             | $2,180 (2008)  | سوم قرغيزستاني   | جمهورية                      | القرغيزية، الروسية             |
| كازاخستان                                                                                             | 2,724,900     | 15,217,711   | 5.4                       | ألماطي     | $177.545 مليار (2008)            | $11,416 (2008) | تينغ كازاخستاني  | جمهورية                      | الكازاخية، الروسية             |
| شمال أفريقيا:                                                                                         |               |              |                           |            |                                  |                |                  |                              |                                |
| تونس                                                                                                  | 163,610       | 10,102,000   | 62                        | تونس       | $82.226 مليار (2008)             | $7,962 (2008)  | دينار تونسي      | جمهورية                      | العربية                        |
| الجزائر                                                                                               | 2,381,740     | 33,333,216   | 14                        | الجزائر    | $233.098 مليار (2008)            | $6,698 (2008)  | دينار جزائري     | جمهورية                      | العربية، الامازيغية            |
| السودان                                                                                               | 2,505,813     | 39,379,358   | 14                        | الخرطوم    | $87.885 مليار (2008)             | $2,305 (2008)  | جنيه سوداني      | فدرالية، ديموقراطية، جمهورية | العربية، الأنكليزية            |
| ليبيا                                                                                                 | 1,759,540     | 6,036,914    | 3                         | طرابلس     | $90.251 مليار (2008)             | $14,533 (2008) | دينار ليبي       | جمهورية                      | العربية                        |
| المغرب                                                                                                | 712,550       | 33,757,175   | 70                        | الرباط     | $136.728 مليار (2008)            | $4,349 (2008)  | درهم مغربي       | ملكية دستورية                | العربية، الأمازيغية            |
| موريتانيا                                                                                             | 1,030,000     | 3,757,175    | 70                        | نواكشوط    | $6.221 مليار (2008)              | $2,052 (2008)  | أوقية موريتانية  | جمهورية                      | العربية                        |
| القرن الأفريقي:                                                                                       |               |              |                           |            |                                  |                |                  |                              |                                |
| جيبوتي                                                                                                | 23,200        | 496,374      | 34                        | جيبوتي     | $1.877 مليار (2008)              | $2,392 (2008)  | فرنك جيبوتي      | جمهوريّة، نصف رئاسي           | العربية، الفرنسية              |
| إرتريا                                                                                                | 117,600       | 4,401,009    | 37                        | أسمرة      | $3.739 مليار (2008)              | $747 (2008)    | نقفة إريترية     | حكومة مؤقتة                  | التغرينية، العربية، الإنكليزية |
| الصومال                                                                                               | 637,661       | 9,588,666    | 13                        | مقديشو     | $5.524 مليار (2008)              | $600 (2008)    | شلن صومالي       | جمهورية                      | الصومالية، العربية             |
| المصدر: - صندوق النقد الدولي، April 24, 2009, PPP GDP 2008 - البنك الدولي، July 1, 2009, PPP GDP 2008 |               |              |                           |            |                                  |                |                  |                              |                                |

## الأهمية العالمية للشرق الأوسط
للشرق الأوسط أهمية عالمية من الدرجة الأولى، وهذا في اتجاهين:

### أهمية اقتصادية
تنبع الأهمية الاقتصادية في المنطقة بسبب وجود النفط فيها ويقدر احتياطي النفط في الشرق الأوسط بـ %66 من احتياط النفط العالمي.في نهاية القرن العشرين أنتج الشرق الأوسط حوالي ثلث الإنتاج العالمي من النفط، وتعدّ هذه المنطقة المزود الرئيسي للنفط للعالم المتطور وخاصةً أوروبا، الولايات المتحدة الأمريكية، روسيا واليابان، وهذا أعطى لبعض الدول في الشرق الأوسط قوة اقتصادية أثّرت كثيرًا على شعوب المنطقة. النفط الشرق أوسطي موجود بكثرة في منطقة الخليج العربي، وعلى هذا الأساس تحاول الدول الكبرى أن تشرف على المنطقة واليوم المشرف الوحيد على المنطقة هو الولايات المتحدة الأمريكية.
صفة خاصة للنفط في الشرق الأوسط أنه غير مكلف، فمن كل بئر نفط تستخرج كميات كبيرة ولا حاجة لحفر آبار كثيرة وعميقة.

### أهمية دينية
يعتبر الشرق الأوسط منشئ العديد من الديانات منها الديانات الابراهيمية السماوية وديانات كالبهائية والدرزية والزرداشتية وديانات أخرى.

### أهمية ثقافية
يعتبر الشرق الأوسط مهد اولى الحضارات ك حضارة بلاد الرافدين والحضارة الفرعونية المصرية وحضارة سبأ في اليمن والانباط في غرب شبه الجزيرة العربية

### أهمية إستراتيجية
كلمة إستراتيجية هي كلمة يونانية الأصل من كلمة استراتيجوس ومعناها قائد عسكري ذو أهمية كبيرة، فللشرق الأوسط أهمية إستراتيجية كبيرة جداً بين المناطق المحيطة بها، فهي حلقة وصل أو جسر بين دول وقارات العالم.
- مناطق وأقاليم [21]

## روابط خارجية
- مقالة: القيمة الاستراتيجية للشرق الأوسط، للدكتور فايز الدويري.